# Ла Расел (Мисури)
Ла Расел (енгл. La Russell) град је у америчкој савезној држави Мисури.

## Демографија
По попису из 2010. године број становника је 114, што је 24 (-17,4%) становника мање него 2000. године.
| Група             | 2000.       | 2010.       |
| Белци             | 131 (94,9%) | 109 (95,6%) |
| Афроамериканци    | 0 (0,0%)    | 0 (0,0%)    |
| Азијати           | 0 (0,0%)    | 0 (0,0%)    |
| Хиспаноамериканци | 2 (1,4%)    | 0 (0,0%)    |
| Укупно            | 138         | 114         |